# Jazz Café Suite
Live at the Jazz Café, December 1–4, 1997 – album koncertowy zespołu ProjeKct One, wydany 25 kwietnia 2003 roku nakładem Discipline Global Mobile jako CD. Wydawnictwo było częścią serii The King Crimson Collectors’ Club (nr 22).

## Historia i muzyka albumu
W maju 1997 roku muzycy wchodzący w skład ówczesnego zespołu King Crimson podjęli decyzję o kontynuowaniu działalności w ramach projektu ProjeKcts, równolegle z King Crimson. Powstały w sumie cztery zespoły, złożone z trzech lub czterech muzyków i noszące kolejne numery: One, Two, Three i Four. ProjeKct One zagrał cztery koncerty (1–4 grudnia 1997 roku) w Londynie, które udokumentowano albumem Live at the Jazz Café, a kilka lat później – również Jazz Café Suite. Wszystkie cztery wieczory były całkowicie improwizowane, a zespół w składzie: Bill Bruford, Robert Fripp, Trey Gunn i Tony Levin nie miał nawet prób. Nagrania na albumie Jazz Café Suite to: „Suite One”, „Suite Two” i „Suite Three”. Pod względem muzycznym te całkowicie improwizowane, instrumentalne utwory wydają się – zdaniem Lindsaya Planera – odzwierciedlać indywidualne osobowości każdego członka zespołu, niż tworzyć spójną wypowiedź wszystkich. „Suite One” – najdłuższy z trzech utworów – zaczyna się od dźwiękowych soundscape’ów Frippa, do których powoli włączają się Gunn i Levin. „Suite Two” jest zdominowany przez sekcję rytmiczną w wykonaniu Levina i Bruforda, „Suite Three” natomiast stanowi przykład różnorodności brzmieniowej wszystkich muzyków.

## Lista utworów
Lista i informacje według Discogs:
| 1. | Suite One   | 29:02 |
|    |             |       |
| 2. | Suite Two   | 15:13 |
|    |             |       |
| 3. | Suite Three | 6:25  |
|    |             |       |
|    |             | 50:40 |
|    |             |       |

### Muzycy
- Robert Fripp – gitara
- Tony Levin – gitara basowa, Chapman stick, syntezator, zdjęcia
- Bill Bruford – perkusja, instrumenty perkusyjne
- Trey Gunn – Warr guitar

### Pozostałe informacje
- kompozytorzy – Robert Fripp, Tony Levin, Bill Bruford, Trey Gunn
- David Singleton – inżynier, producent
- projekt – Hugh O’Donnell
- miksowanie – Bill Bruford (utwory: 2, 3), David Singleton (utwory: 2, 3), R. Chris Murphy (utwory: 1)
- Alex R. Mundy – producent, edycja cyfrowa
- nagrano: 1–4 grudnia 1997 w The Jazz Cafe, Camden, Londyn

## Odbiór

### Opinie krytyków
Zdaniem Lindsaya Planera z AllMusic należy żałować, że ten skład tak szybko się rozpadł, ponieważ muzycy „nie mieli okazji organicznie rozwinąć między sobą unikalnego języka muzycznego”. Tym niemniej „entuzjaści King Crimson (…) nie powinni pominąć tego tomu zarówno ze względu na jego znaczącą wartość historyczną, jak i umiejętne wykonanie”.
Natomiast Jordan Babula z magazynu Teraz Rock uważa, iż obie płyty ProjeKct One ukazują słabość tego składu. Zdaniem autora „improwizacjom brak serca, ale także pomysłów”, zaś „zespół nie jest zgrany”. Wprawdzie na Jazz Café Suite autor dostrzega „więcej prób urozmaicenia struktury” to jednak „cały czas nie jest to muzyka, jakiej po tak wybitnych instrumentalistach można by oczekiwać”.